# لی سونگ-مین
لی سونگ-مین (انگلیسی: لی سونگ-مین) مربی کره ای تکواندو و قهرمان سابق جهان در تکواندوی بانوان به نمایندگی از کره جنوبی است.
لی در مسابقات قهرمانی تکواندو آسیا در تایپه در کلاس سبک‌وزن (خروس‌وزن) در سال ۱۹۹۰ مدال طلا گرفت. در اکتبر ۱۹۹۲، او در مسابقات قهرمانی تکواندو دانشگاهی جهان در گوادالاخارا موفق به کسب عنوان در کلاس سبک‌وزن شد. وی در مسابقات قهرمانی تکواندو جهان در کلاس سبک‌وزن (پروزن) در سال ۱۹۹۳ در شهر نیویورک و ۱۹۹۵ در مانیل مدال طلا گرفت. وی در مسابقات تکواندوی قهرمانی آسیا در ملبورن در سال ۱۹۹۶ در کلاس پروزن (سبک‌وزن) برنده مدال طلا شد.
لی به مدت هشت سال عضو تیم ملی تکواندو کره جنوبی بود. در سال ۲۰۰۶، او در مریلند تکواندو آموزش داد.